# David Carpenter (écrivain)
Pour les articles homonymes, voir David Carpenter et Carpenter.
David Carpenter est un écrivain canadien né en 1941 qui vit à Saskatoon dans la Saskatchewan.

## Ouvrages publiés
- Jewels - 1985
- Jokes for the Apocalypse - 1985
- God's Bedfellows - 1988
- Writing Home' - 1994
- Courting Saskatchewan - 1996
- Banjo Lessons - 1997